# Renzo Piano

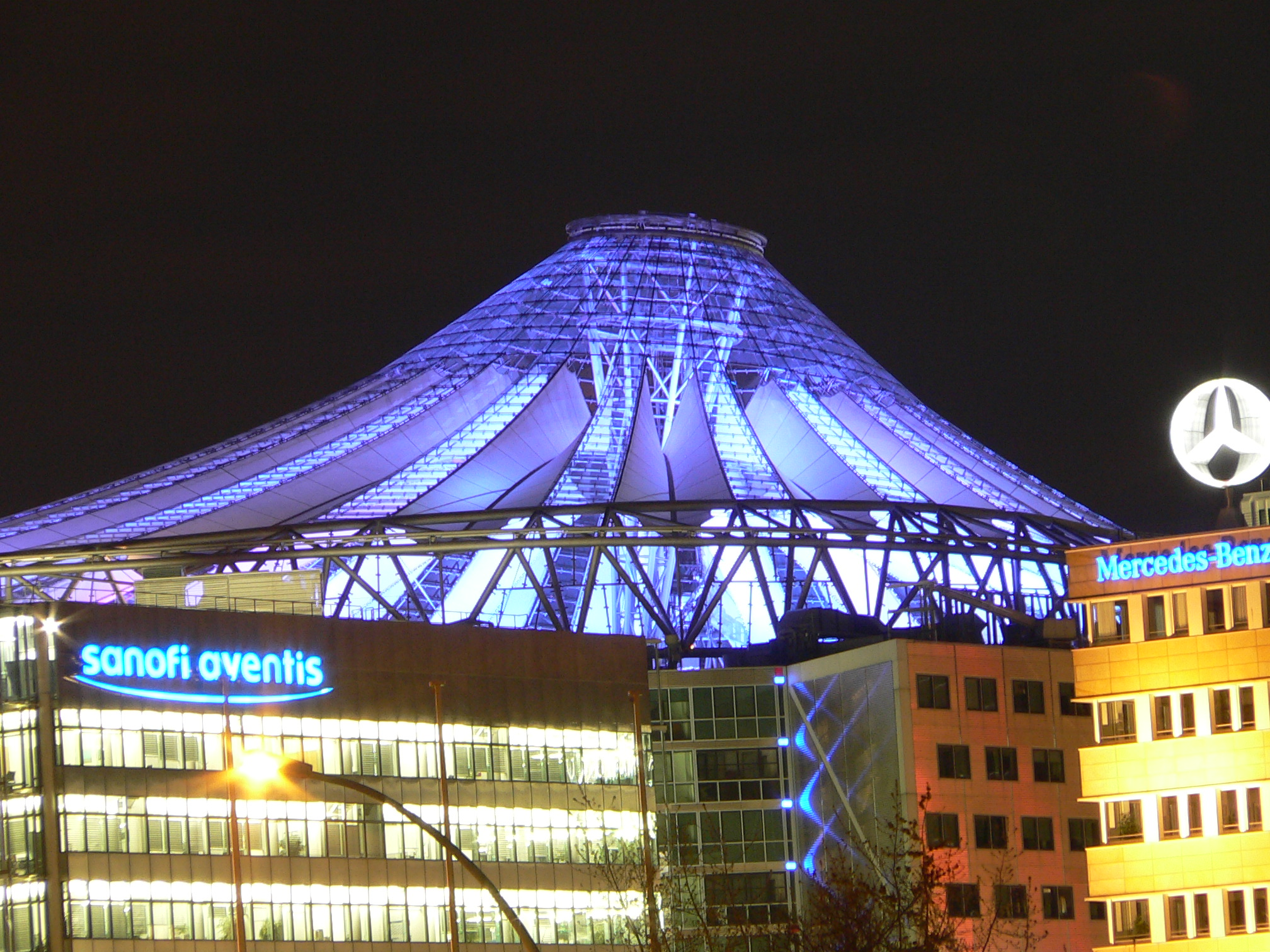
Potsdamer Platz, Berlín

Renzo Piano (Gènova, 1937), és un arquitecte italià. Guanyador del Premi Pritzker i un dels arquitectes més prolífics de les últimes tres dècades. Va estudiar la il·luminació natural per mitjà del sostre en algunes fàbriques d'Olivetti i creà el pavelló de la Indústria italiana a Osaka (1970).
Entre els seus edificis destacats destaquen el Centre Georges Pompidou de París (amb Richard Rogers, 1977), The Shard a Londres (2012), el Museu Whitney d'Art Americà de la ciutat de Nova York (2015), Istanbul Modern a Istanbul (2022) i el Centre Cultural de la Fundació Stavros Niarchos a Atenes (2016). Va guanyar el Premi Pritzker d'Arquitectura el 1998.
El seu taller d'arquitectura (Renzo Piano Buiding Worshop) té la seu als afores de Gènova.
Piano és Senador vitalici al Senat italià des del 2013.

## Biografia i primers edificis
Piano va néixer i es va criar a Gènova, Itàlia, en una família de constructors. L'avi havia creat una empresa de maçoneria, que havia estat ampliada pel seu pare, Carlo Piano, i els tres germans del pare: Fratelli Piano. L'empresa va prosperar després de la Segona Guerra Mundial, construint cases i fàbriques i venent materials de construcció. Quan el seu pare es va jubilar, l'empresa va ser dirigida pel germà gran de Renzo, Ermanno, que va estudiar enginyeria a la Universitat de Gènova. Renzo va estudiar arquitectura a la Universitat de Florència i a la Universitat Politècnica de Milà. Es va graduar el 1964 amb una tesi sobre coordinació modular (coordinazione modulare) supervisada per Giuseppe Ciribini i va començar a treballar amb estructures lleugeres experimentals i refugis bàsics.
Piano va ensenyar a la Universitat Politècnica des de 1965 fins a 1968, i va ampliar els seus horitzons i habilitats tècniques treballant en dues grans empreses internacionals, per a l'arquitecte modernista Louis Kahn a Filadèlfia i per a l'enginyer polonès Zygmunt Stanisław Makowski a Londres. Va completar el seu primer edifici, la fàbrica IPE de Gènova, l'any 1968, amb una coberta d'acer i polièster reforçat, i va crear una membrana contínua per a la coberta d'un pavelló a la Triennal de Milà el mateix any. El 1970, va rebre un primer encàrrec internacional, per al Pavelló de la Indústria Italiana per a l'Expo 70 d'Osaka, Japó. Va col·laborar amb el seu germà Ermanno i l'empresa familiar, que va fabricar l'estructura. Era lleuger i original compost d'acer i polièster reforçat, i semblava alhora artístic i industrial.
L'estructura d'Osaka de 1970 va ser molt admirada per l'arquitecte britànic Richard Rogers, i el 1971 els dos homes van decidir obrir un despatx conjunt, Piano and Rogers, on van treballar del 1971 al 1977. El primer projecte de la firma va ser l'edifici administratiu de B&B Italia, una empresa italiana de mobles, a Novedrate a la província de Como. Aquest disseny comptava amb un contenidor suspès i una estructura de suport oberta, amb els conductes per a la calefacció i l'aigua a l'exterior pintats de colors vius (blau, vermell i groc). Aquestes característiques inusuals van atreure una atenció considerable en el món de l'arquitectura i van influir en l'elecció dels jurats que van seleccionar Piano i Rogers per dissenyar el Centre Pompidou.

### Vida professional i personal
Piano va fundar el Renzo Piano Building Workshop (RPBW) el 1981. El 2017 tenia 150 col·laboradors en oficines a París, Gènova i Nova York.
L'any 2004 va esdevenir responsable de la Fundació Renzo Piano, dedicada a la promoció de la professió d'arquitecte. Des del juny de 2008, n'estableix la seu al despatx d'arquitectura a Punta Nave, prop de Gènova.
Després de la seva nominació com a senador vitalici el 2013, un honor limitat a cinc càrrecs per l'únic regal del president italià, Renzo Piano va crear un equip de joves arquitectes anomenat G124 la missió dels quals és treballar en la transformació dels afores de les principals ciutats d'Itàlia. Els membres de l'equip reben el sou del senador Renzo Piano i canvien cada any mitjançant una selecció pública. S'han desenvolupat projectes a Torí, Milà, Pàdua, Venècia i Roma.
Piano resideix a París amb la seva segona dona Milly i quatre fills, Carlo, Matteo, Lia —de la seva primera dona— i Giorgio.
Des d'abril de 2023 és membre de la junta directiva de la Fundació Agnelli.

## Obres representatives

### El Centre Pompidou i els primers projectes 1973–1977
L'any 1971, Piano, de trenta-quatre anys, i Richard Rogers, de trenta-vuit, en col·laboració amb l'arquitecte italià Gianfranco Franchini, van competir amb els principals despatxos d'arquitectura dels Estats Units i Europa, i van rebre l'encàrrec del projecte més prestigiós a París, el Centre Georges Pompidou, el nou museu nacional francès d'art del segle xx al barri de Beaubourg . El guardó va sorprendre al món de l'arquitectura, perquè els dos eren poc coneguts, i no tenien experiència amb museus o altres grans estructures. El New York Times va declarar que el seu disseny «va capgirar el món de l'arquitectura». Més literalment, va capgirar l'arquitectura, ja que al nou museu, l'aparent marc estructural de l'edifici i els conductes de calefacció i aire condicionat eren visibles i a l'exterior, pintats amb colors vius. L'escala mecànica, en tub transparent, travessava la façana en diagonal. L'edifici va tenir un èxit sorprenent i va transformar completament el caràcter d'una secció comercial deteriorada prop del Marais de París, i va convertir Piano en un dels arquitectes més coneguts del món.
Els mitjans van batejar l'estil de l'edifici com a alta tecnologia, però això va ser discutit posteriorment per Piano. «Beaubourg» , va dir, «era una màquina urbana alegre, una criatura que podria haver sortit d'una novel·la de Jules Verne, una mena de vaixell estrany en dic sec… És una doble provocació; un repte per a l'academicisme, però també una paròdia de la imatgeria de la tecnologia del nostre temps. Considerar-lo com un objecte d'alta tecnologia és un error».

### Col·lecció Menil (1981–1987)
El 1977 Piano va acabar la col·laboració amb Rogers i va començar una nova col·laboració amb l'enginyer Peter Rice, que havia col·laborat en el disseny del Centre Pompidou. Van establir les oficines a Gènova. Un dels seus primers projectes va ser un pla per a la rehabilitació de l'antic port d'Òtranto d'un lloc industrial a un atractiu comercial i turístic (1977). El seu primer edifici important va ser la Col·lecció Menil, al museu d'art del col·leccionista d'art Dominique de Menil. Els requisits principals del propietari van ser aprofitar al màxim la llum natural als interiors. Piano va escriure: «Paradoxalment, la Col·lecció Menil, amb la seva serenitat, la seva calma, la seva discreció, és molt més moderna, científicament parlant, que la Beaubourg». L'edifici de la Col·lecció Menil, amb senzilles formes cúbiques grises i blanques, és el contrari estilístic del Centre Pompidou. Les innovacions tecnològiques no es van expressar a la façana, sinó en els sistemes d'alta tecnologia però discrets de persianes i mampares i aire condicionat que permetien la màxima il·luminació alhora que protegien de la intensa calor i la llum solar de Texas.

### Port Vell de Gènova (1985–2001) i fàbrica Lingotto a Torí (1983–2003)
A mitjans dels anys vuitanta Piano i la seva firma van assumir una gran varietat de projectes, fent servir la tecnologia més avançada disponible, però, a diferència del Centre Pompidou, d'una manera més discreta. El pavelló portàtil per a IBM (1983–1986) en va ser un exemple; dissenyat amb Peter Rice, és un túnel portàtil lleuger per a exposicions. Era compost per una sèrie de piràmides de policarbonat sostinguts per un marc de fusta, i es podia transportar en un camió. Va ser dissenyat per integrar el paisatge exterior a les exposicions de l'interior. Va dissenyar dos grans projectes de reconstrucció al nord d'Itàlia; la reanimació de l'antic port de la seva ciutat natal, Gènova, i la reconversió i modernització de la gegantina i històrica fàbrica FIAT a Torí, Itàlia. Per a la fàbrica de Fiat Lingotto, va conservar l'enorme estructura principal, inclosa la famosa pista de prova ovalada per a automòbils al terrat, però hi va afegir noves estructures, com ara una sala de concerts sota l'edifici, un heliport i un centre de conferències amb cúpula de vidre al terrat. Durant dues dècades va continuar modificant i eixamplant-lo sense destruir el nucli històric de l'edifici. El més recent va ser un museu per a la col·lecció d'art del cap de Fiat Giovanni Agnelli en una elegant caixa de vidre i acer enfilada al terrat, com si fos a punt d'enlairar-se; va rebre el sobrenom de «Volta del banc volador».
Piano també va realitzar un ampli programa de dinamització de l'antic port de Gènova per transformar-lo d'una zona industrial degradada en un centre cultural i d'atracció turística. Va allargar carrers per donar accés al port, va transformar antics edificis portuaris en edificis culturals i comercials, va afegir-hi una biblioteca, un aquari i un auditori, un jardí botànic en cúpula de vidre i una grua gegant multibraç, modelada a partir de les antigues grues de el port, que puja els visitants a l'aire per a una vista del port.
A més, va dissenyar la nova seu de la seva firma, el Renzo Piano Building Workshop (1989–1991), en una sèrie de terrasses esglaonades que pengen sobre el Mediterrani a l'oest de la ciutat. S'hi accedeix amb un vagó funicular de vuit passatgers que puja i baixa pel vessant del turó.

### Centre comercial The Whale de París Bercy 2 (1990)
The Whale Bercy 2 és un centre comercial amb setanta botigues i 36.000 m² situat al municipi de Charenton als afores de París, al llarg de la riba del riu Sena i la ronda Périphérique.
Inaugurat el 24 d'abril de 1990, l'edifici és només la tercera obra d'arquitecte després del Centre Pompidou. L'estructura ciclòpia de fusta, coberta amb 27.000 rajoles d'acer inoxidable setinat i perforada amb òculs per deixar passar una llum aèria, és completament innovadora. La curvatura que segueix el gir d'una rampa a la carretera de circumval·lació evoca una gran aeronau, d'aquí els sobrenoms El Zeppelin o La Balena.

## Projectes finalitzats 1991-2000

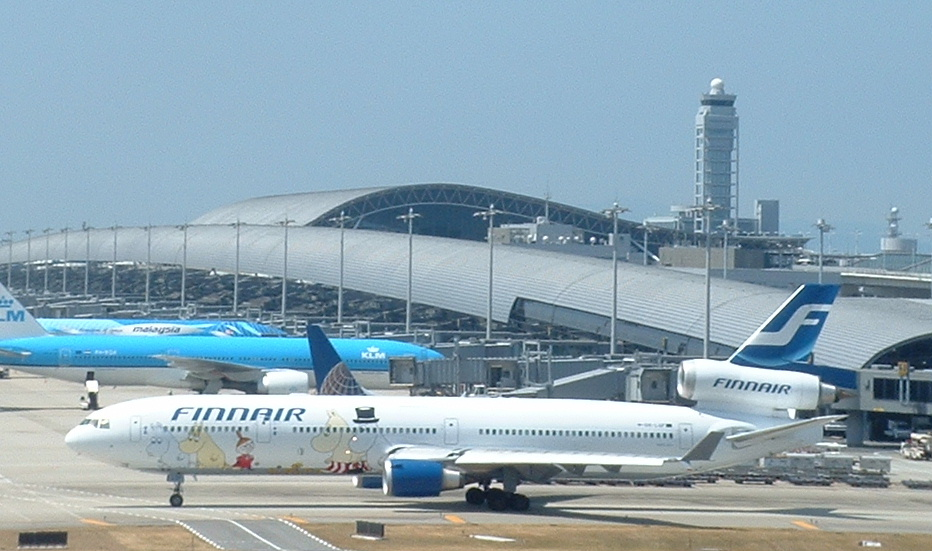
Aeroport internacional de Kansai, Osaka, Japó (1991–1994)
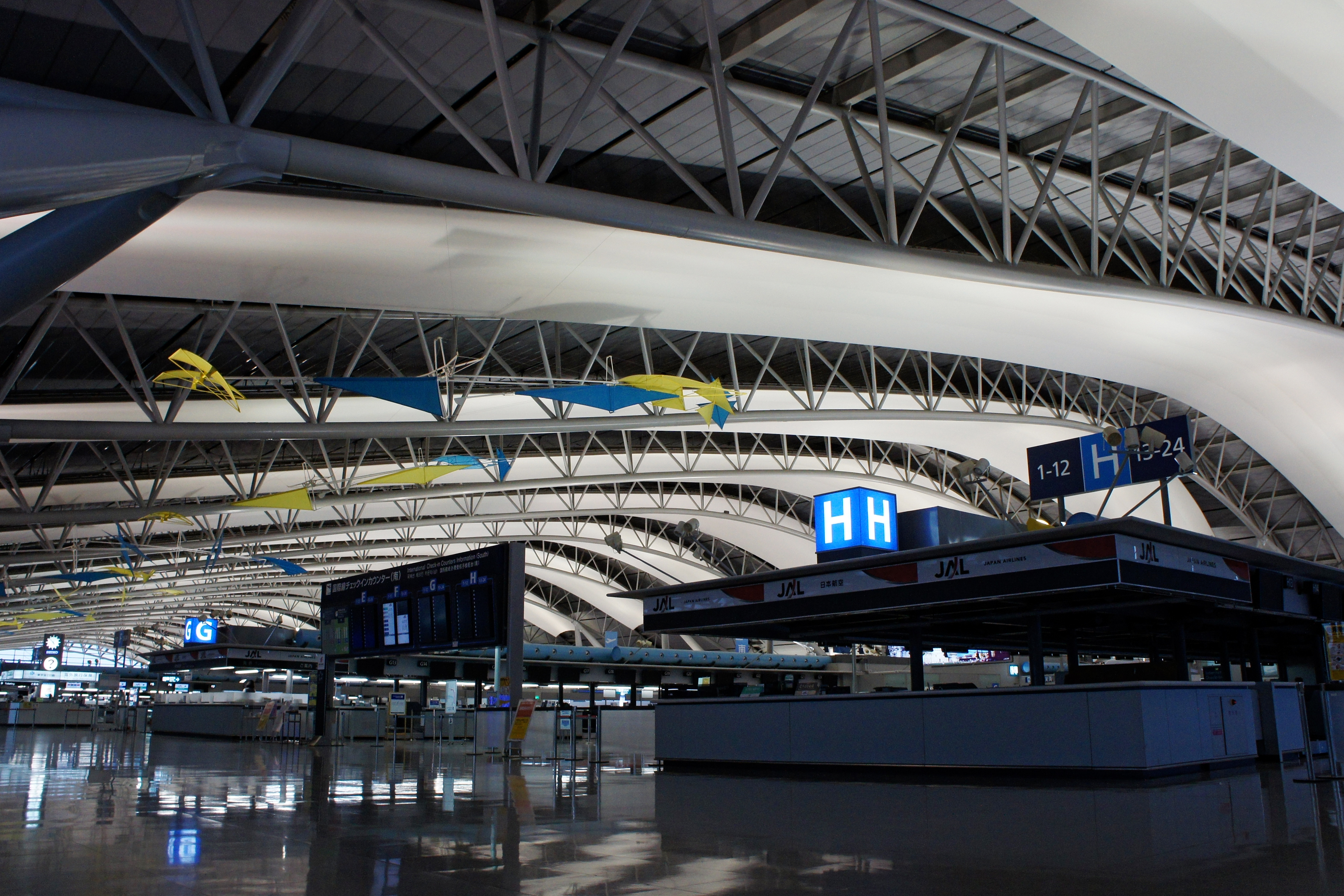
Interior de l'aeroport de Kansai (1991–1994)
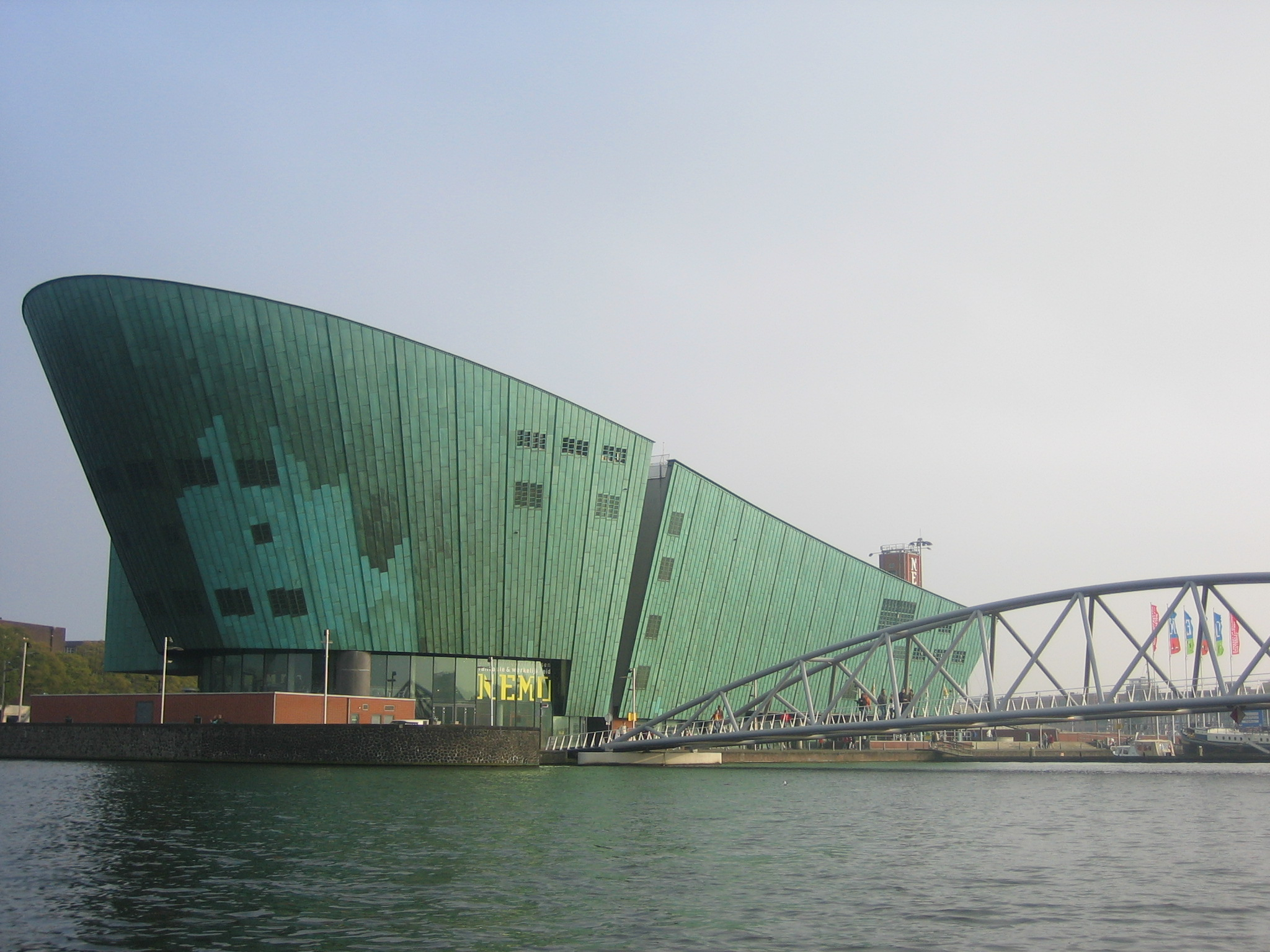
Museu NEMO, Amsterdam (1997)
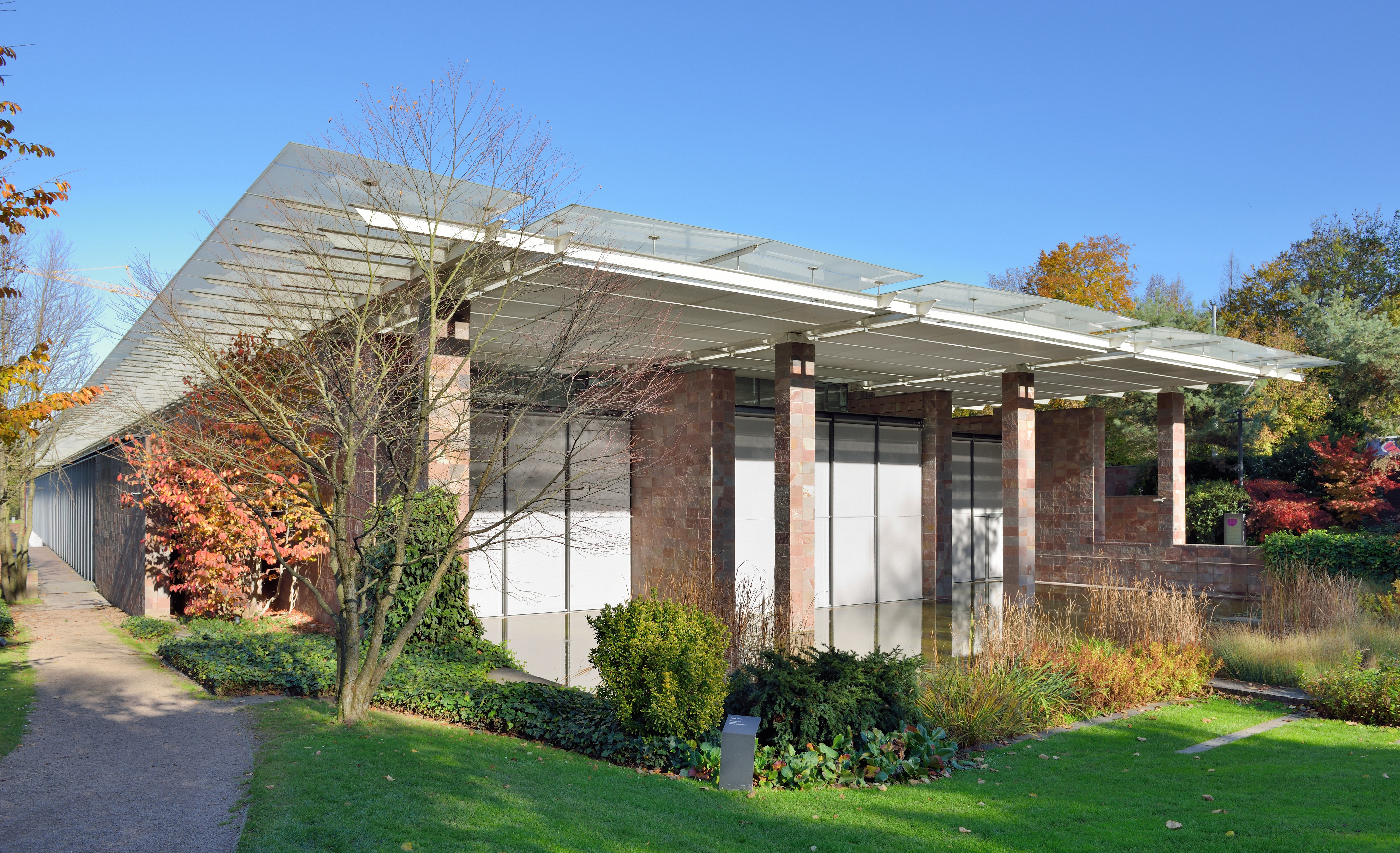
Fundació Beyeler, Basilea, Suïssa (1991–1997)
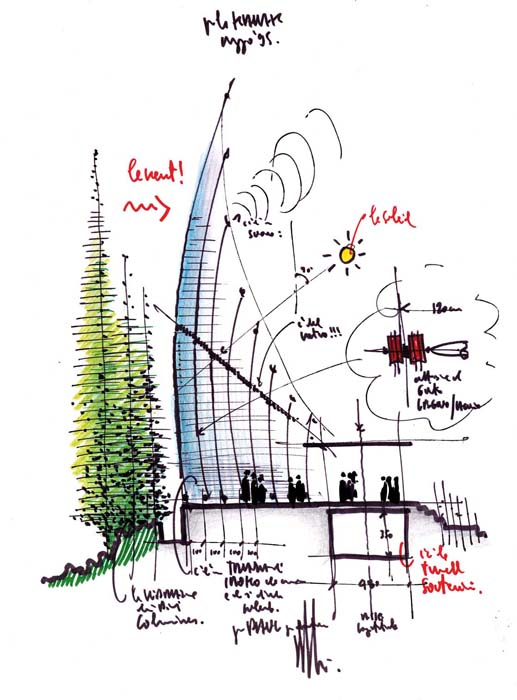
Dibuix del Centre cultural Jean-Marie Tjibaou (1991–1998)
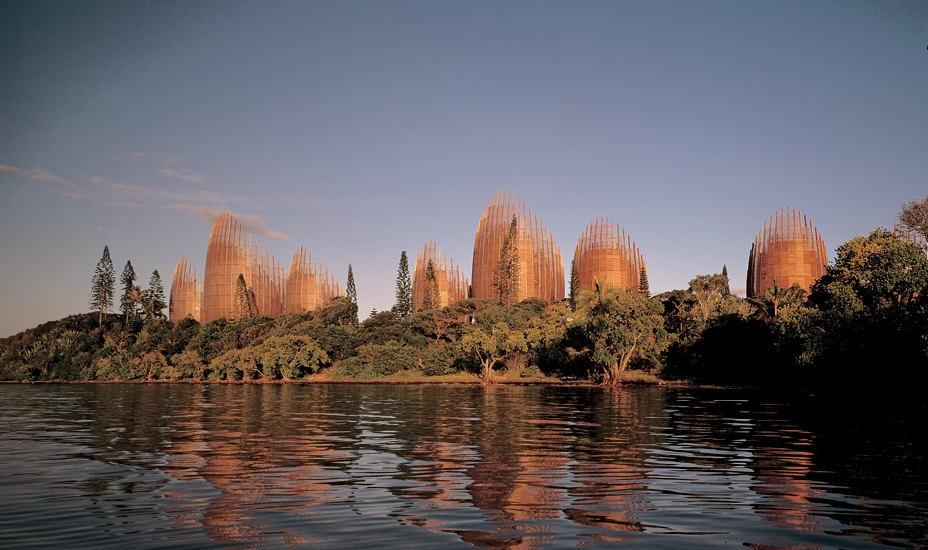
Centre cultural Jean-Marie Tjibaou, Nouméa, Nova Caledònia (1991–1998)
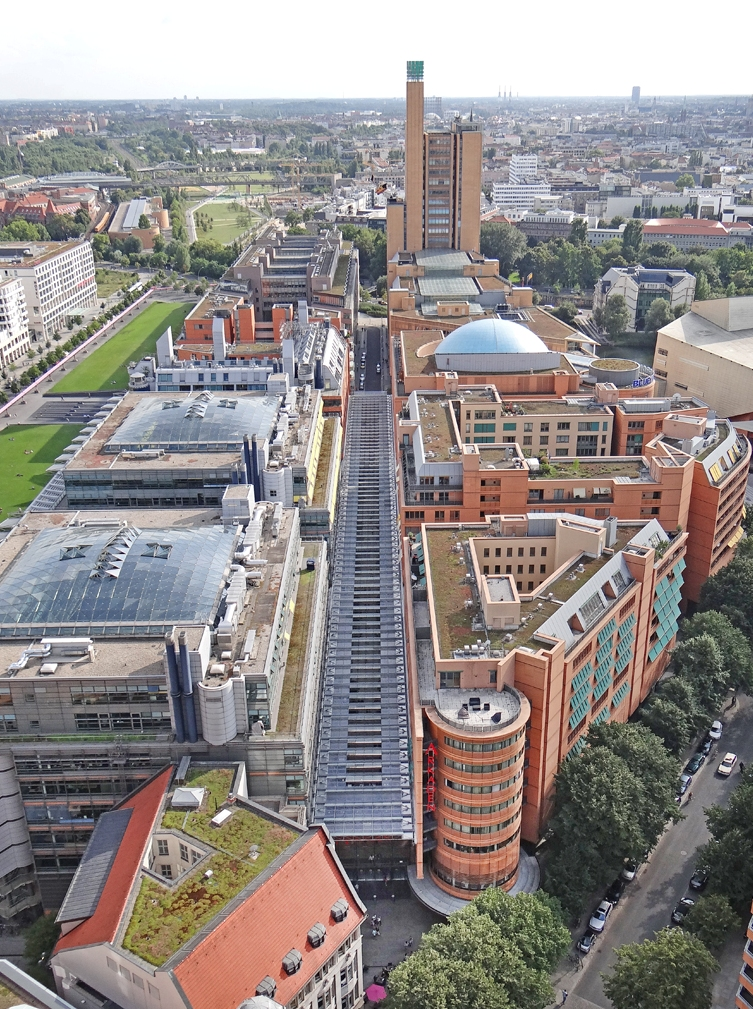
Projecte de la Potsdamer Platz
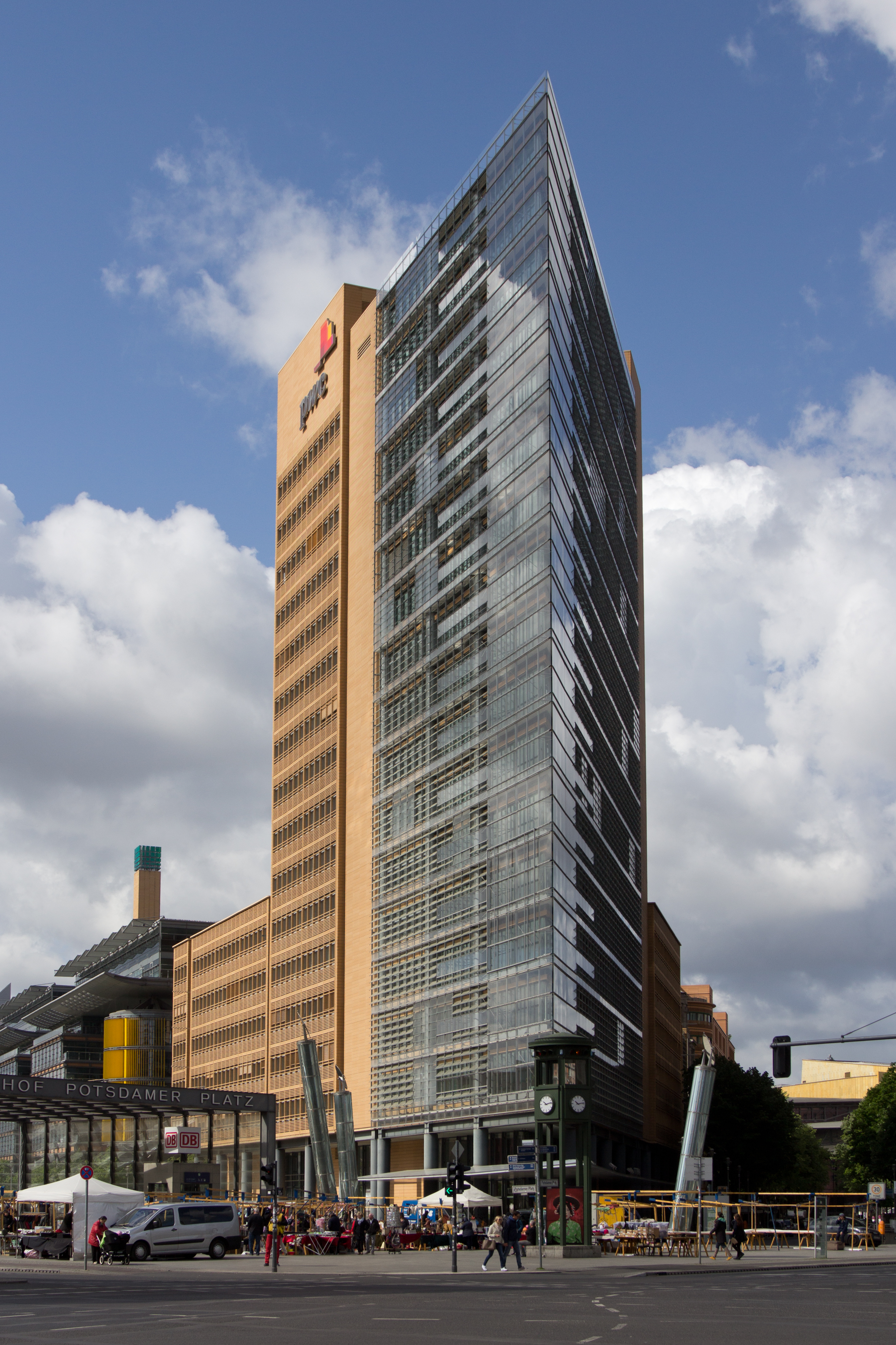
Torre PricewaterhouseCoopers a Potsdamer Platz (1992–2000)
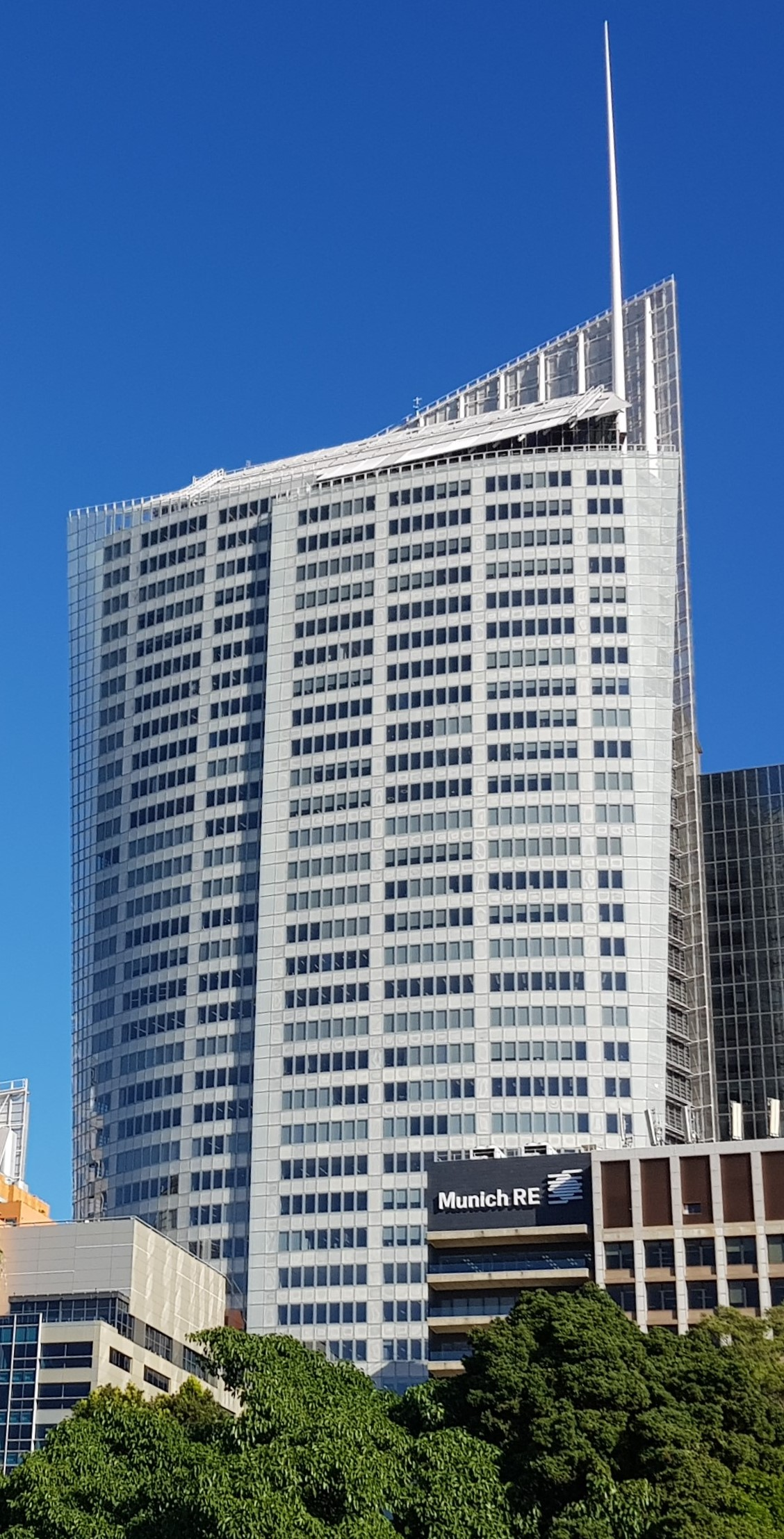
Plaça Aurora, Sydney (1996–2000)
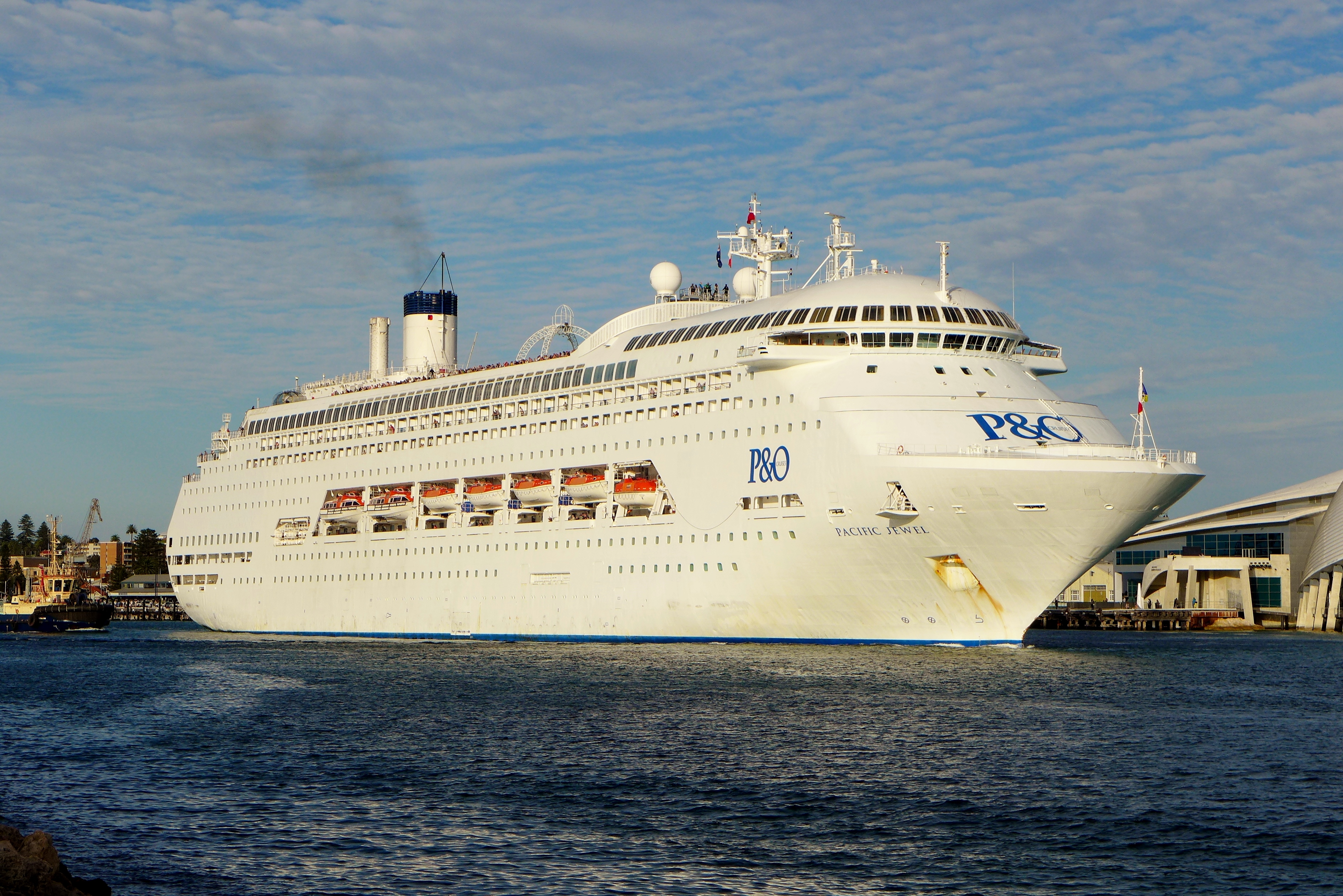
Creuers de classe Crown 1989-1991

### Creuers de classe Crown (1989–1991)
A mitjan anys 1980, Sitmar Cruises va començar una sèrie de creuers per al mercat nord-americà. En aquell moment es va encarregar un vaixell, el Sitmar Fairmajesty, per a la drassana francesa Chantiers de l'Antlantique. El govern italià a través de Fincantieri va exigir que els següents vaixells de Sitmar es construïssin a Itàlia. Piano va rebre l'encàrrec de dissenyar-les. Piano va dissenyar una forma exterior que s'assembla a un dofí. La Crown Princess va ser lliurada a  el 1990 i la Regal Princess va seguir un any més tard.

### Aeroport internacional de Kansai (1991–1994)
El 1988 Piano and Rice van guanyar un concurs internacional per a la construcció d'un nou aeroport en una illa artificial al port d'Osaka, Japó. La terminal principal que va dissenyar era extremadament llarga (1,7 km), amb un perfil molt baix, de manera que els controladors de la torre de control sempre podien veure l'avió a les pistes. Els freqüents terratrèmols a les illes japoneses requerien tècniques de construcció especials; l'estructura està muntada sobre juntes hidràuliques que s'ajusten als moviments de la terra. El sostre llarg i corbat està cobert amb 82.000 panells d'acer inoxidable, que reflecteixen la llum del sol, i està sostingut per arcs de 83 m llargs, que donen una sensació d'obertura.

### Fundació Beyeler (1991–1997)
La Fundació Beyeler és un museu d'art privat de Riehen, prop de Basilea a Suïssa, construït per a la col·lecció d'art d'Ernst Beyeler. Encara que va obrir el mateix any que el Guggenheim Bilbao de Frank Gehry, en esperit va ser exactament el contrari. Va ser dissenyat, a petició del fundador, per inspirar tranquil·litat, amb parets blanques, terres de fusta de colors clars i llum natural. El mur que separa el museu de la carretera veïna construït amb pedra pòrfida de la Patagònia, també utilitzat en diferents espais del Museu.

### Centre Cultural canac Jean-Marie Tjibaou de Nouméa a Nova Caledònia (1991–1998)
El Centre Cultural Jean-Marie Tjibaou de Nouméa a la Nova Caledònia (1991–1998), és una de les obres més inhabituals de Piano. És un projecte conjunt entre Nova Caledònia i el govern francès per a exposar la cultura del poble canac. El projecte fa servir una combinació de material tradicional i modern; fusta local, juntament amb vidre i alumini. El complex és en una península estreta en una llacuna amb vents dominants. Piano va dissenyar una sèrie de pantalles corbes de fusta, de 9 a 28 m d'alt, per protegir les estructures d'exposició, després tres pobles d'estructures; un d'espai d'acollida i exposicions; un d'auditori i centre de mitjans; i un per a funcions de servei. Els pavellons de fusta corbats, inspirats en la forma en l'arquitectura local, tenen una doble pell de fusta per protegir-les de la intempèrie, però també deixen entrar la llum del sol. Tot i que està dedicat a la cultura local, alguns dels edificis, especialment l'edifici dominant de recepció, amb parets corbes i agulles de fusta, tenen una forma sorprenentment postmoderna.
A la dècada de 1990 van també va fer el New Metropolis Museum d'Amsterdam, que més tard canviarà de nom i de missió com a museu de ciència i tecnologia NEMO (1992–1997), situat a la vora del port, i semblant al casc d'un enorme vaixell; el Parco della Musica, un complex de sales d'espectacles musicals a Roma (1994–2002), cadascuna era completament diferent de les altres, i en aquest període era difícil discernir un element específic o un estil que definís la seva arquitectura, a part d'una acurada artesania. i atenció al detall.

### Potsdamer Platz, Berlín (1992–2000)
Potsdamer Platz és una plaça triangular històric al cor de Berlín a Alemanya, que va ser en gran part destruït durant la Segona Guerra Mundial, i després dividit pel mur de Berlín entre Berlín Est i Oest. Quan se'n va començar la reconstrucció important el 1990, Piano va ser seleccionat per dissenyar els nous edificis en cinc dels quinze llocs del projecte, amb el requisit que els edificis tinguessin cobertes de coure i façanes de vidre transparent i materials d'un color terra cuita. Altres arquitectes implicats en l'enorme projecte van incloure Rafael Moneo, Arata Isozaki i el seu antic soci, Richard Rogers. La peça central de la part de Piano del projecte va ser l'edifici Debis, compost per quatre edificis de diferents mides però del mateix estil. Els elements distintius són un atri de 28 m d'alçada, i una torre de vint-i-ú pisos les façanes de la qual est, sud i oest són cobertes amb parets dobles de vidre separades per 28 cm, que en va reduir la demanda d'aire condicionat i calefacció. El complex també inclou una sala de cinema IMAX, un restaurant i botigues. Els 36 m de la cúpula del teatre IMAX són visibles des de la distància i també des del carrer, a través del vidre clar de la façana. Piano va escriure a The Desobedience of the Architect (2004) que intentava fer coincidir l'arquitectura amb la personalitat de la ciutat. «Els berlinesos estan acostumats a viure a l'aire lliure i a una certa forma de convivència». La nova Potsdamer Platz va ser dissenyada per captar el «sentit de l'alegria, el sentit de l'humor dels berlinesos…. Per què una ciutat hauria de ser desmoralitzadora? El més bonic d'una ciutat és que és un lloc de trobades i sorpreses».

### Aurora Place, Sydney, Austràlia (1996–2000)
Aurora Place a Sydney a Austràlia (1996–2009) es compon de dues torres, un edifici residencial de divuit pisos al costat d'un edifici d'oficines de quaranta-un pisos amb façanes diferents però amb protectors solars de metall i vidre similars als terrats. La torre inferior va ser un dels primers exemples d'edificis residencials de gran alçada de luxe d'arquitectes estrella al centre de grans ciutats que es van fer molt populars a principi del segle xxi. La torre d'oficines té una forma discretament peculiar; la façana est sobresurt lleugerament des de la base, i arriba a l'amplada màxima als pisos superiors. La forma corba i retorçada de la façana est fa ressò de la de l'Òpera de Sydney al port. El mur cortina de vidre exterior s'estén més enllà del marc principal i així crea una il·lusió que el mur és independent de l'edifici; les persianes de vidre a l'exterior es poden obrir per a la ventilació, i Piano va dissenyar una pell exterior que combina vidre i ceràmica per regular la intensitat de la llum solar. L'edifici d'oficines té jardins d'hivern interiors a cada planta, i les rajoles ceràmiques de color terra donen un toc de color a la façana.

## Projectes acabats 2001-2009

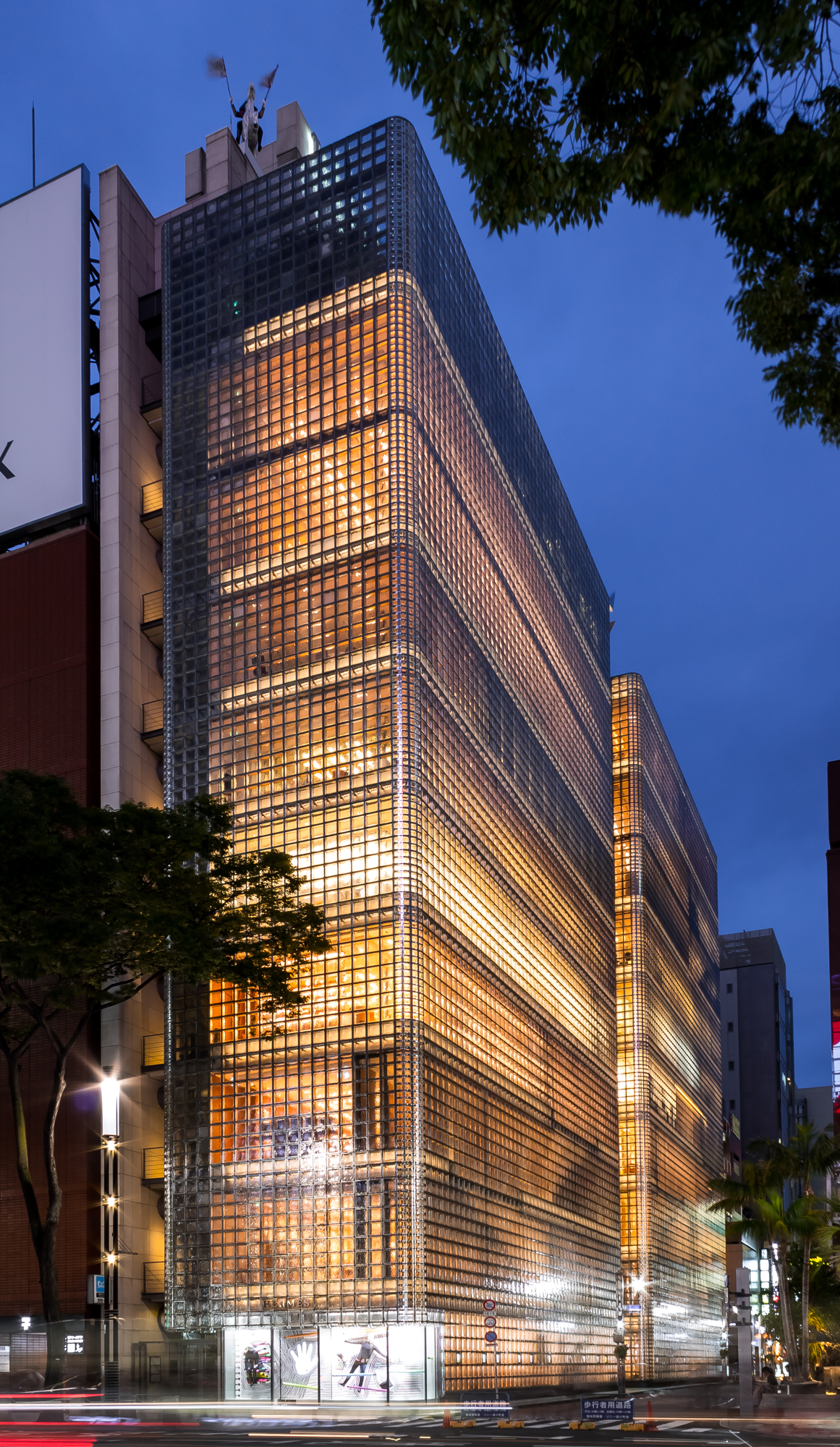
Casa Hermès a Ginza, Tokyo al Japó (1998–2001)
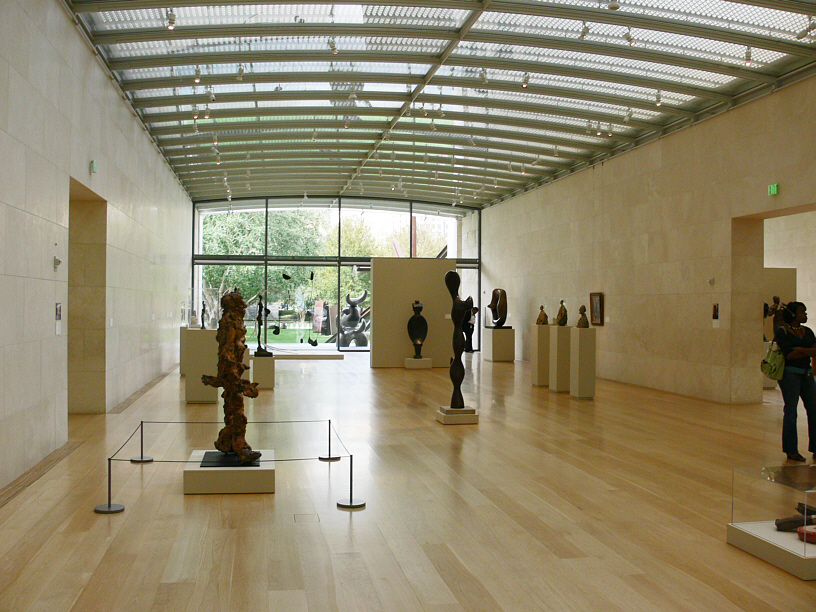
Nasher Sculpture Center a Dallas a l'estat de Texas (1999–2003)
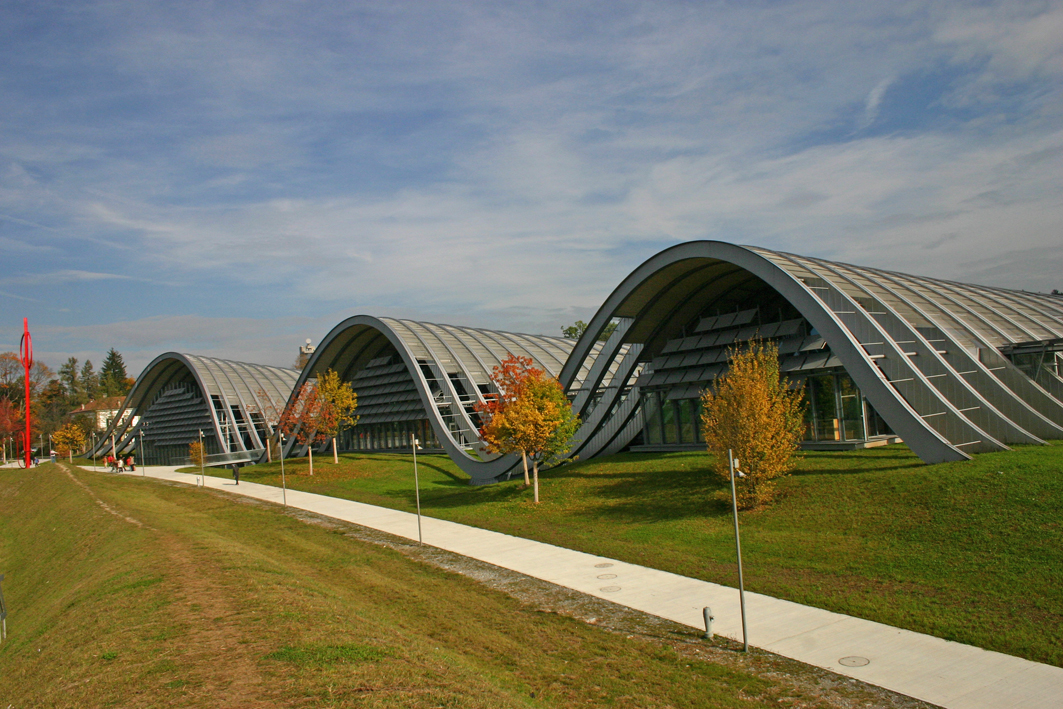
Zentrum Paul Klee a Berna a Suïssa (1999–2005)
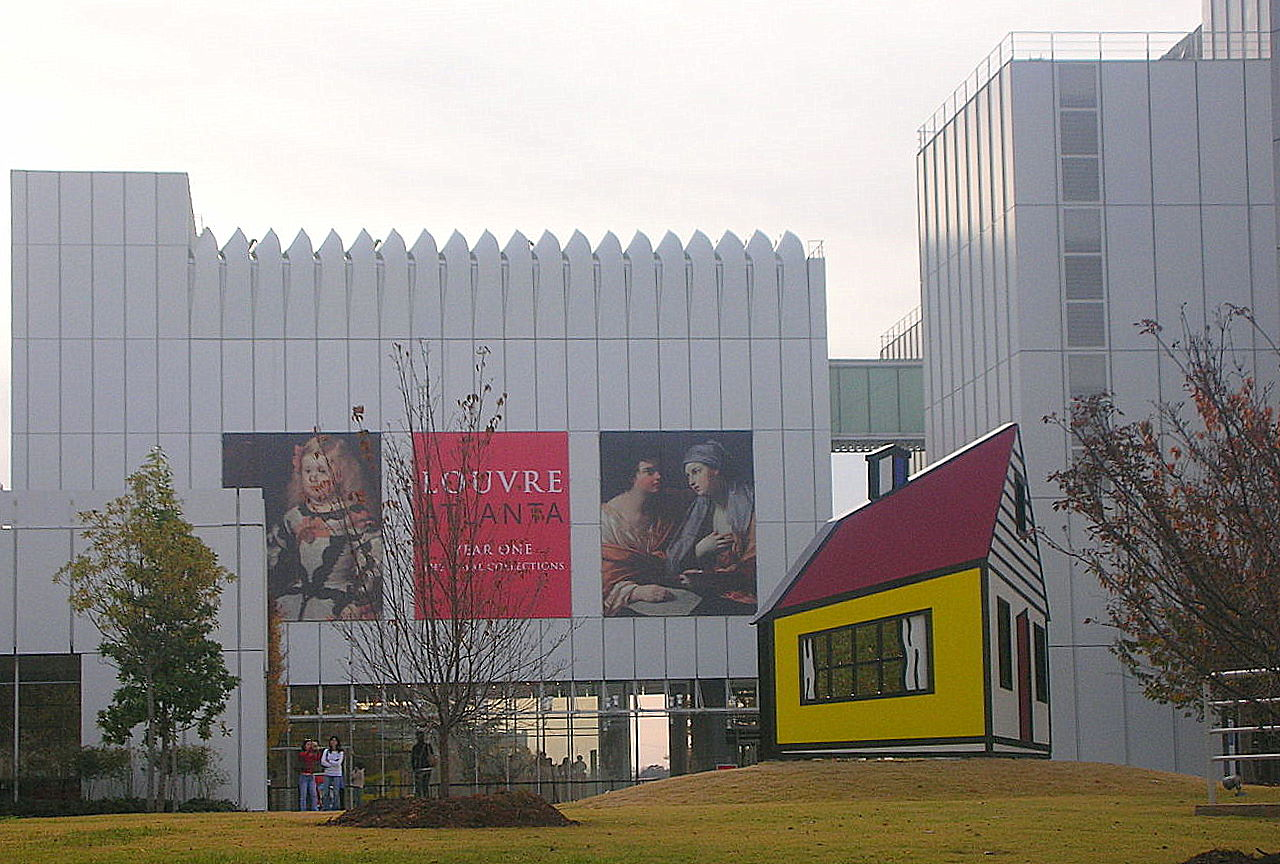
Ampliació del High Museum of Art a Atlanta (1999–2005)
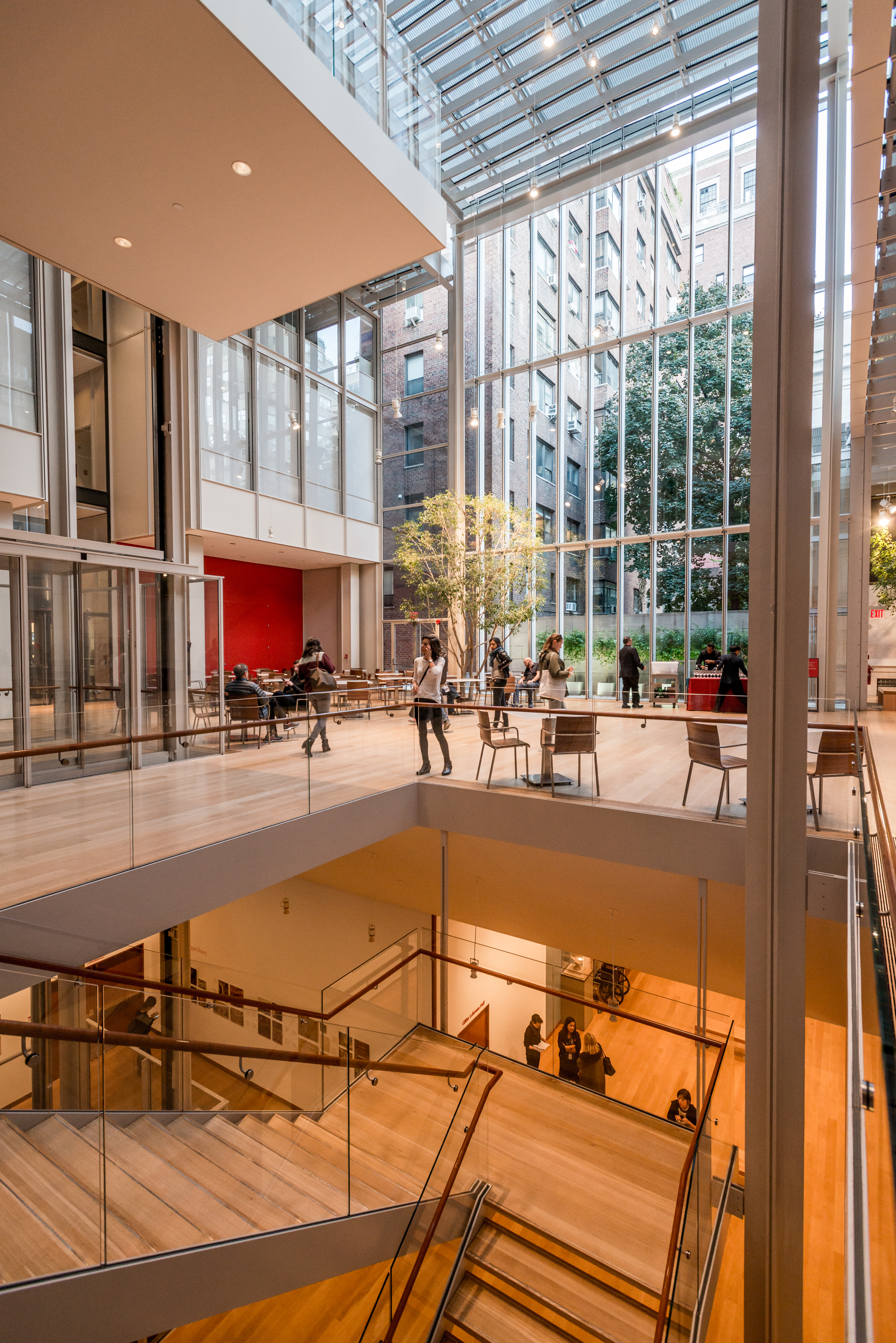
Ampliació de la Morgan Library a Nova York (2000–2006)
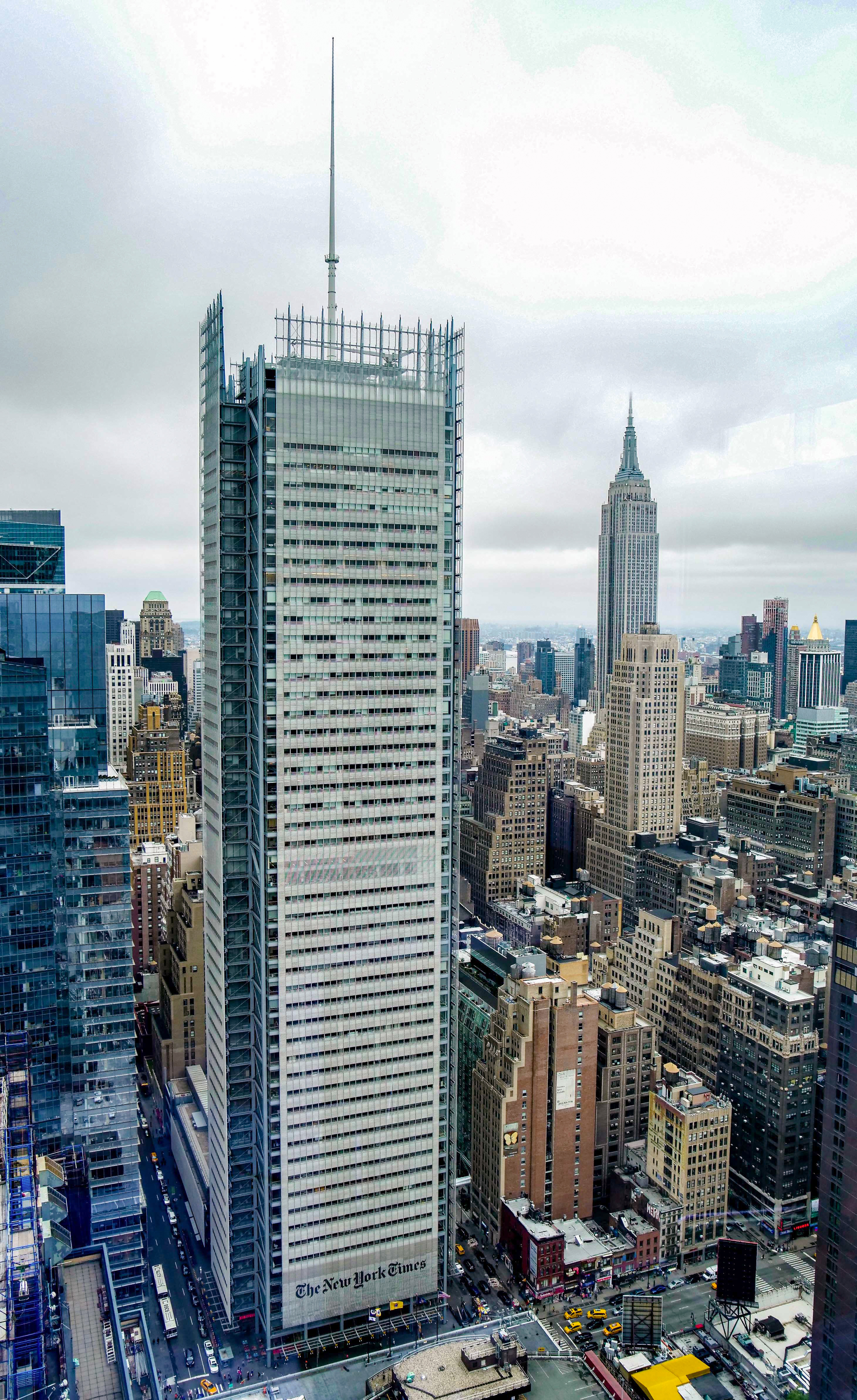
L'edifici del New York Times a Nova York (2000–2007)
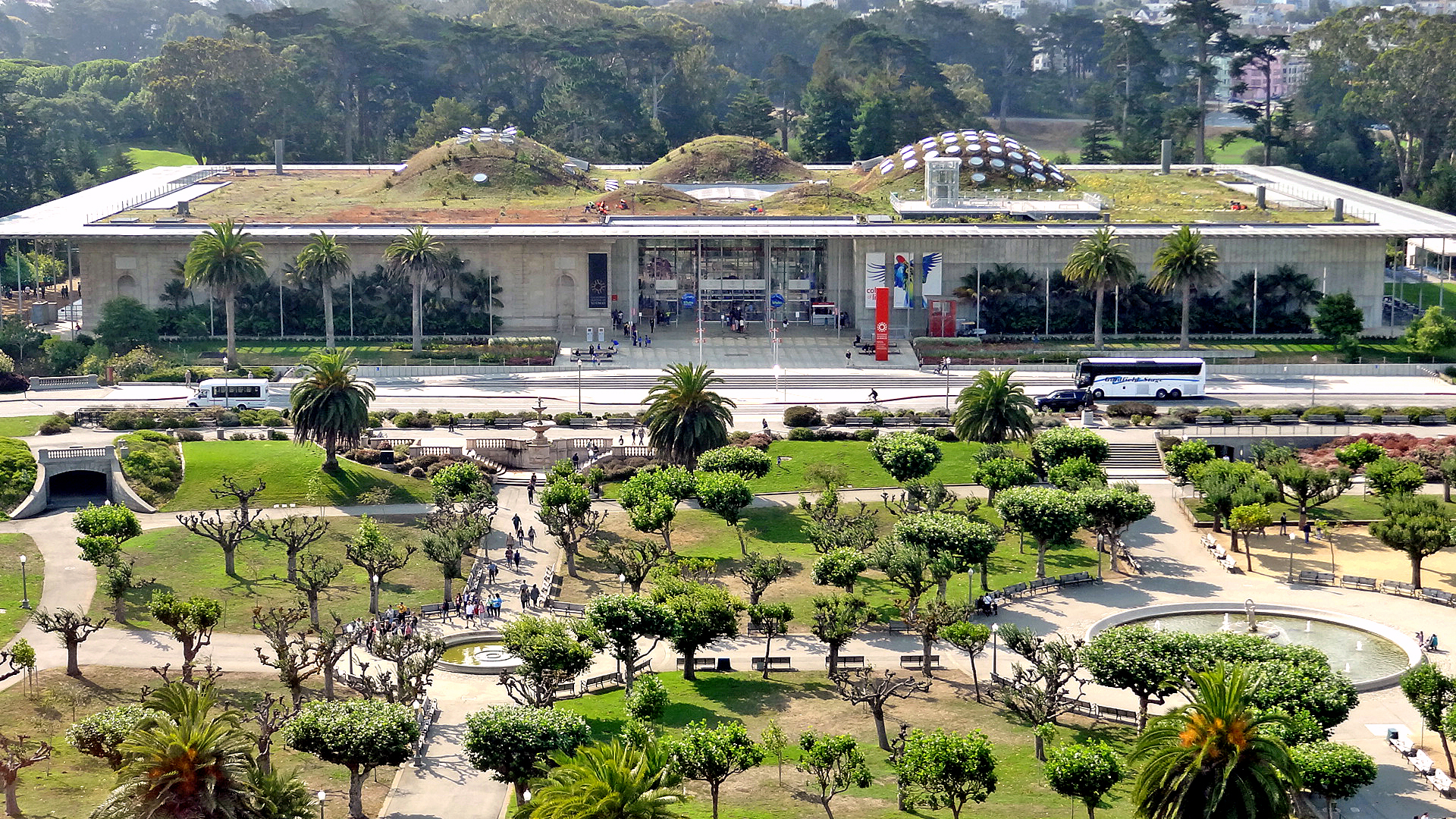
California Academy of Sciences a San Francisco (2000–2008)
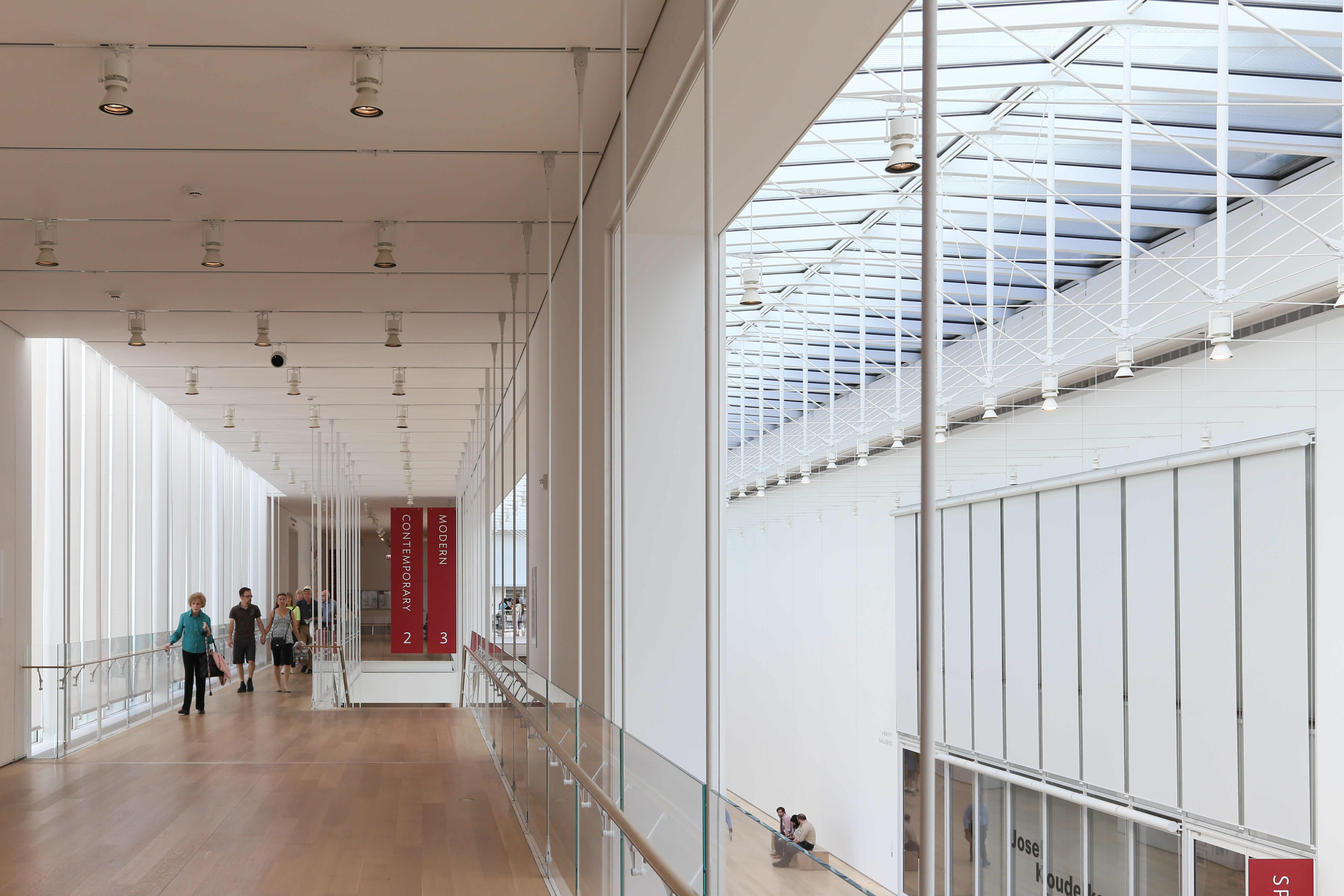
Ala moderna de l'Art Institute of Chicago (2000–2009)

### Auditori Niccolò Paganini (1997–2001)
L'Auditori Niccolò Paganini és una sala de concerts construïda dins d'un antic molí de sucre al centre històric de la ciutat de Parma a Itàlia. El teatre disposa de 780 seients en pendent que garanteixen una màxima visibilitat de l'escenari. Piano va conservar els murs exteriors originals de l'edifici principal, però va eliminar els murs interiors transversals i els va substituir per parets de vidre, de manera que tot l'interior és visible des de l'exterior, i els de dins poden veure el parc fora del teatre.

### Maison Hermès (1998–2001)
La Casa Hermès al districte comercial de Ginza de Tòquio és la botiga insígnia del Japó de la marca de luxe francesa. L'edifici té deu plantes, i tres plantes sota terra, i inclou un espai per a exposicions i un petit museu sobre la història de la firma. L'edifici és molt geomètric; precisament 44,55 m d'alçada, amb una façana composta per 13.000 peces de vidre cadascuna exactament de 45 per 45 cm. Els panells de vidre es van fer a Florència a Itàlia, i es van col·locar en suports fabricats a Suïssa, per al seu muntatge al Japó. Cada peça de la façana està dissenyada per poder-se moure 4 mm per resistir els terratrèmols. Quan s'il·lumina una nit, l'edifici està pensat per assemblar-se a una llanterna màgica.

### Auditori del Parco della Musica (1994–2002)
El Parco della Musica és el complex de sales de música al barri olímpic de Roma que havia acollit els Jocs d'Estiu de 1960. El parc té tres teatres, el més gran amb 2800 seients. Quan es va acabar va ser la sala de concerts simfònics més grossa d'Europa. Piano va reconèixer que es va inspirar per al pla interior d'els seients d'estil vinya, plaçats al voltant de l'orquestra, de la Filharmònica de Berlín per Hans Sharon. Les tres sales de concert de maó cobertes amb el que el crític del New York Times, Sam Lubell, va descriure com a «petxines d'acer com un armadillo desgastat, que semblaven prohibides a les fotografies però en persona eren encantadores»; i va assenyalar que els teatres «a l'interior són feixucs amb fusta, teixits i l'elegància típica de Piano». Va anomenar tot el complex «enganyosament senzill però intel·ligent».

### Nasher Sculpture Center (1999–2003)
A la primera dècada del segle xxi, es van construir una onada de nous museus d'art o ales de museus per allotjar les col·leccions de mecenes d'art rics. Piano, que construïa museus d'art des del 1977, va ser un dels dissenyadors més actius i creatius d'aquests nous edificis. Tot i que els requisits i les col·leccions sovint eren similars, normalment reeixia donar a cada museu un aspecte i una personalitat diferents. El Nasher Sculpture Center de Dallas, Texas, va ser finançat amb 60 milions de dòlars per Raymond Nasher, que havia fet fortuna en el desenvolupament de centres comercials, per mostrar la seva col·lecció d'escultura moderna, que inclou obres d'Auguste Rodin, Joan Miró, Henri Matisse i Alberto Giacometti. L'edifici té una forma molt senzilla, com la seva primera col·lecció Menil a Houston a l'estat de Texas, i no distreu de les escultures que s'hi exposen. Sis parets de marbre travertí amb un sostre de vidre que filtra la llum defineixen cinc llargues galeries, mentre que a l'exterior hi ha un jardí d'escultures enfonsades 4 a 5 m per sota del nivell del carrer, allunyat del soroll que fan veure una excavació arqueològica coberta de vegetació.

### Zentrum Paul Klee (1999–2005)
El Zentrum Paul Klee prop de Berna a Suïssa (1999–2005), va continuar la sèrie de museus d'art, cadascun molt diferent dels altres. Va ser dissenyat en gran part per protegir de la llum solar els fràgils dibuixos de Paul Klee. Són una sèrie de galeries que s'assemblen als turons ondulats del camp suís. Piano va explicar que la forma de les galeries s'inspirava en l'arquitectura naval i en els cascs dels vaixells, que es van adaptar a la forma de les ones a mesura que l'edifici s'adaptava al paisatge.

### High Museum of Art Extension (1999–2005)
L'edifici original del High Museum of Art d'Atlanta, Geòrgia, dissenyat per Richard Meier, i inspirat en la forma del Museu Guggenheim de la ciutat de Nova York de Frank Lloyd Wright, es va inaugurar el 1983. El projecte de Piano va afegir quatre noves estructures; un pavelló d'exposicions, una galeria per a col·leccions especials, un edifici per a oficines i una residència per a l'Atlanta College Of Art, creant 16.000 m2 d'espai addicional. Tant l'edifici nou com l'edifici original són d'un blanc brillant. Un pont de vidre de dos nivells connecta el pavelló principal amb la part original del museu. La gestió acurada de la llum exterior és una característica particular dels edificis de Piano; el High Museum té fileres de panells corbats en forma de ventall a la façana i al sostre interior amb filtre la llum solar. Des del sostre de l'exterior, la façana blanca dona la impressió que l'edifici no té cap pes.

### Renovació i ampliació de la biblioteca Morgan (2000–2006)
L'ampliació de la Morgan Library a la ciutat de Nova York és al costat de la biblioteca original, un monument d' arquitectura Beaux-Arts dissenyat per McKim, Meade i White (1903), que ja havia sigut ampliat algunes vegades. Piano va renovar àmpliament les estructures existents i va construir un nou edifici de la mateixa alçada que l'edifici històric, amb una senzilla façana rectangular que el complementava. També va afegir un cub de cinc metres com un petit espai d'exposició, un auditori subterrani amb 199 seients i un atri de parets de vidre que unia totes les parts, antigues i noves. El crític d'arquitectura del New York Times, Nicolai Ouroussoff, en va dir: «el resultat és un espai amb el pes de la història i la lleugeresa dels núvols… una expressió sublim de la preocupació de l'arquitecte per la llum».

### Edifici delNew York Times(2000–2007)
El disseny de Piano per a l'edifici del New York Times va ser escollit després d'un concurs, els participants del qual incloïen projectes de Norman Foster, Frank Gehry i César Pelli. Les bases del concurs demanaven un edifici el més obert i transparent possible, per simbolitzar la connexió entre el diari i la ciutat. Les sis primeres plantes contenen un atri amb restaurants, botigues i un centre de conferències. La característica distintiva de Piano de la torre és el mur cortina de vidre transparent a l'exterior de la façana, i s'eleva més amunt que la mateixa façana. La cortina es compon de vidre transparent i un marc de tubs ceràmics suspesos 61 cm des de la façana; serveix com a protector solar. Així elimina la necessitat de vidres tintats o sinteritzats.

### Renovació i ampliació de l'Acadèmia de Ciències de Califòrnia, San Francisco (2000–2008)
El 1989, després que els antics edificis del museu fossin danyats per un terratrèmol, els administradors de l'Acadèmia de les Ciències de Califòrnia van decidir reconstruir tot el complex de dotze edificis. Volien incloure-hi un aquari, un planetari i un museu d'història natural, situat al Golden Gate Park a San Francisco. El pla de Piano demanava «un grup de volums sota un mateix sostre, una mica com un poble». La coberta en si, d'1,5 hectàrea de superfície, és coberta de vegetació, i es barreja amb el parc circumdant. La façana de l'edifici també harmonitza perfectament amb l'hivernacle proper de final de segle que és un lloc emblemàtic del Parc. Conté tres cúpules sota la teulada alta, il·luminades amb llum natural a través de portes rodones a les cobertes; contenen el vestíbul d'entrada, un jardí botànic i un planetari. El disseny de Piano per al nou edifici va ser descrit pel New York Times com un «recordatori reconfortant de la funció civilitzadora del gran art en una època bàrbara».

### Ala moderna de l'Institut d'Art de Chicago (2000–2009)
L'any 2000 la ciutat de Chicago va llançar un important programa d'edificis culturals al Millennium Park amb una nova sala de concerts de Frank Gehry i una nova ala de l'edifici de belles arts de l'Institut d'Art de Chicago. Aquesta construcció de vidre, acer i pedra blanca de la nova ala s'harmonitza acuradament amb l'estructura antiga i, com els altres museus d'art, aprofita al màxim la llum natural. Una protecció solar horitzontal al terrat, sobrenomenada la catifa voladora, és una actualització elegant del seu museu d'art al terrat a la fàbrica Lingotto de Torí. També va dissenyar un minimalista pont d'acer que connecta la terrassa d'escultures del museu amb el Millennium Park. Nikolai Ouroussof, crític del New York Times, va escriure que uns quants aspectes de l'edifici recordaven l'obra de Ludwig Mies van der Rohe, que havia fet gran part de la seva carrera a Chicago. «Les formes tenses i els detalls refinats, l'elevació d'una estètica industrial a una forma d'art són tots els distintius de l'obra de Mies». Però va assenyalar especialment el control magistral de la llum de Piano dins de l'edifici: «…és la llum que la majoria de la gent notarà… El sostre de vidre de les galeries del pis superior es recolza sobre delicades encavallades d'acer. Les fileres de fulles blanques descansen a la part superior de les encavallades per filtrar la forta llum del sud; panells de teixit prims suavitzen la vista des de baix… En una tarda clara, podeu veure lleugeres visions a través del marc estructural de núvols que es desplacen per sobre. Però la majoria de les vegades l'art ocupa el protagonisme, tota la resta s'esvaeix tranquil·lament en un segon pla. És aquest refinament obsessiu el que eleva la millor arquitectura del Sr. Piano al nivell d'art».

## Projectes finalitzats des del 2010 fins a l'actualitat

### The Shard a Londres (2000–2010)
The Shard, construït sobre l'estació de metro de London Bridge, té seixanta-sis pisos i 305 m d'alçada, cosa que en feia quan es va acabar el 2012, un dels gratacels més alt d'Europa. A l'interior, conté residències de luxe i un hotel, juntament amb oficines, botigues, restaurants i centres culturals. Té una base ampla i una punta pinacle dividida que sembla desaparèixer entre els núvols, com, com ho va descriure Piano, «un campanar del segle xvi , o el pal de gran vaixell. Sovint, els edificis de gran alçada són símbols agressius i arrogants de poder i egoisme» , però el Shard està dissenyat «per expressar una presència clara i lleugera en el panorama urbà de Londres». Com els seus altres edificis alts, el protector solar de vidre de l'exterior s'estén lleugerament per sobre del propi edifici, i sembla dividir-se a la part superior. La reacció crítica a la torre era mixta. Simon Jenkins, del Guardian of London, ho va veure com un atac estranger contra l'horitzó i els monuments tradicionals de Londres: «Aquesta torre és anarquia. No s'ajusta a cap política de planificació. No marca cap focus arquitectònic ni rotonda. No ofereix cap fòrum cívic ni funció, només pisos i hotels de luxe. Es diferencia del clúster de la ciutat i no fa cas del context circumdant en escala, materials o presència al sòl. Sembla haver perdut el camí des de Dubai fins a Canary Wharf. The Shard ha tallat la cara de Londres per sempre.» Tanmateix, Jonathan Glancy al London Telegraph va defensar l'edifici de Piano: «La crítica, llançada contra Piano com les llances dels antics britànics que lluiten contra els romans civilitzats, és, crec, un atac embotellat als nostres baixos estàndards de disseny i a les llances d'escarabat. Una política que ha permès que tants edificis alts pobres s'hagin aixecat de pressa al voltant de la Catedral de Saint Paul. El fragment, siguin quins en siguin els defectes, i tots els pisos, és un edifici molt millor que la majoria dels flocs que hi ha a sota».

### Central Saint Giles, Londres (2002–2010)
El Central Saint Giles entre St Giles High Street i New Oxford Street a Londres (2002–2010) és un complex format per 56 apartaments de luxe, 53 apartaments de lloguer social i 37,000 m d'oficina al voltant d'una plaça pública amb comerços i establiments d'alimentació, que cobreix 7.000 m² al lloc d'un edifici del Ministeri de Defensa. A l'edat mitjana parcialment una leproseria, l'Hospital St Giles. Un bloc de 109 pisos s'aixeca en 11 plantes al costat d'oficines que s'eleven a 11 plantes a l'est. Un element distintiu és el color sòlid estrident que està dissenyat per no suavitzar-se amb el temps; els edificis estan coberts amb grans panells ceràmics vidriats al forn de color verd fulla, taronja, verd llima, gris pàl·lid i groc. «Les ciutats no han de ser avorrides i repetitives», va declarar Piano, «una de les raons per les quals els trobem tan bonics i interessants és que són plens de sorpreses; fins i tot la idea del color representa una sorpresa alegre».

### Museu d'Art del Comtat de Los Angeles (BCAM i Resnick Pavilion), Los Angeles (2003–2010)
Encarregat per dissenyar una transformació del Museu d'Art del Comtat de Los Angeles, Piano va dissenyar un nou edifici, el Broad Contemporary Art Museum at LACMA (BCAM) (2008), amb 5.574 m² d'espai, així com el BP Grand Entrance, un pavelló d'entrada amb 750 m² d'espai, i el Lynda and Stewart Resnick Exhibition Pavilion de 2010. La façana del BCAM és de formigó coberta amb plaques de travertí italià de color crema, que harmonitzen amb els edificis més antics del complex del museu, però hi afegeixen tocs distintius de Piano; Persianes blanques com aletes al terrat que suavitzen la llum del sol, una escala mecànica vermella a l'exterior de la façana principal i una escala suspesa per cables vermells a l'altra façana, que recorda el Centre Pompidou. El pavelló de Resnik, al nord de la BCAM, té 4.180 m² d'espai, amb parets cobertes de travertí a llevant i oest, parets de vidre al nord i al sud, i una coberta amb persianes de vidre verticals que s'obren al cel. Piano en va dir: «No n'hi ha prou que la llum sigui perfecta. També fa menester calma, serenitat i fins i tot una qualitat de voluptuositat relacionada amb la contemplació d'una obra d'art». Nicolai Ouroussoff, el crític d'arquitectura de The New York Times, admirava l'interior del BCAM però era menys impressionat pels exteriors: «Hi ha poca llibertat formal que està al cor del llegat arquitectònic de la ciutat. Tampoc hi ha moltes proves del refinament estructural que hem arribat a esperar en la millor obra de senyor Piano. La monumental forma de travertí del museu i les escales exteriors de color vermell pintallavis són una curiosa barreja de pompositat i referències de la cultura pop. És una arquitectura sense convicció».

### Museu d'Art Modern Astrup Fearnley a Oslo, Noruega (2006–2012)
El Museu d'Art Modern Astrup Fearnley d'Oslo, Noruega (2006–2012) va ser dissenyat per fer reviure un antic port i una zona industrial al sud-oest del centre d'Oslo amb un museu d'art i oficines, i per oferir una destinació i atracció a la vora del pintoresc fiord. El projecte consta de tres edificis, dos edificis de museus i un edifici d'oficines, sota un únic sostre de vidre, que cobreix 6.000 m² i una estructura de bigues d'acer i fusta. Un canal i una passarel·la connecten el museu amb una altra zona en desenvolupament a proximitat, mentre que el museu i la passarel·la ofereixen vistes sobre el fiord i el centre d'Oslo. Hi ha un parc d'escultures amb obres d'Anish Kapoor, Louise Bourgeois i altres escultors notables entre el museu i l'aigua. L'edifici del museu d'un costat del canal acull exposicions permanents, mentre que l'edifici de l'altre costat s'utilitza per a exposicions temporals. Un pont sobre el canal enllaça els dos edificis. Els materials de construcció són acer, vidre i bigues de fusta, mentre que les façanes que no són de vidre són cobertes amb panells resistents a la intempèrie finament elaborats, seguint la tradició de l'arquitectura escandinava.

### Ampliació del Kimbell Art Museum, Fort Worth, Texas (2007–2013)
L'ampliació del Museu d'art Kimbell a la ciuitat de Fort Worth a l'estat de Texas (2007-2013) és una incorporació al museu dissenyat per Louis Kahn, l'arquitecte modernista per a qui Piano va treballar al començament de la seva carrera, acabat el 1972. L'edifici dona al Museu d'Art Modern de Fort Worth, dissenyat per Tadao Ando (2002). La nova galeria n'ocupa 7.595 m², en comparació amb 11.148 m² per a l'edifici Kahn, i va costar 135 milions de dòlars. Piano va crear una nova entrada espectacular per al museu, amb grans finestres que mostren els mobles de color vermell brillant contra les parets blanques d'alabastre. És fet amb formigó de colors clars, per harmonitzar amb l'edifici Kahn, combinat amb bigues i sostres de fusta laminada d'avet de Douglas, i terres de roure blanc i una gran quantitat de vidre de doble vidre i fregit. El museu també inclou elements ecològics, com ara un sostre vegetal, plaques solars al terrat, pous geotèrmics i il·luminació LED. Piano va escriure: «El nostre edifici es fa ressò de l'edifici Kahn per l'alçada, l'escala i el pla general, però el nostre edifici té un caràcter més transparent i més obert. Lleuger, discret (la meitat de les superfícies són subterrànies), tanmateix té un caràcter propi i crea un diàleg entre el vell i el nou». La crítica per contra, trobava que el projecte no era prou ambiciós. Mark Lamster, crític d'arquitectura del diari Dallas Morning News, va escriure: «Amb les parets gairebé impossibles de llisos i columnes quadrades de formigó tractat amb titani, la façana frontal de Piano mostra un perfeccionisme clínic i estoic. En conjunt, el muntatge és un petit miracle de construcció. El més impressionant són les bigues: barres de 30 metres de llarg de fusta laminada d'avet de Douglas, transportades des del Canadà. Però malgrat tot el domini tècnic, no ofereix res de la majestuositat elemental de l'edifici de Kahn de l'altre costat de la gespa. És massa respectuós».

### Whitney Museum of American Art, Nova York (2007–2015)
El Museu Whitney d'Art Americà va decidir traslladar-se de l'edifici original a l'avinguda Madison, construït per Marcel Breuer el 1966, a un lloc nou a la cantonada de Gansevoort i Washington a Manhattan, un barri ocupat abans per envasadores de carn, al costat del High Line, una carretera i un parc riberenc. El museu, de nou nivells, té un aspecte industrial asimètric que s'adapta a l'arquitectura del barri. A més de les galeries interiors, té 1.207 m² d'espai d'exposició a l'aire lliure en una gran terrassa a la part superior d'una secció de l'edifici. Es va construir amb acer, formigó i pedra, però també amb fusta de pi i altres materials reciclats de les fàbriques enderrocades. Jule Iovine, crític d'arquitectura del Wall Street Journal, troba que és «una màquina creativa i acollidora» gràcies als «espais oberts i canviants», i Michael Kimmelman, crític del New York Times, hi veu «una perxa a l'aire lliure» per veure i ser vist. Hi ha una generositat en l'arquitectura, un sentit de l'art connectant amb la ciutat i viceversa».

### Museus d'Art de Harvard, Cambridge, Massachusetts (2008-2014)
A partir del 2008, Piano va reconstruir una estructura existent per allotjar els Museus d'Art de Harvard, una consolidació de les col·leccions dels tres museus d'art de la Universitat Harvard. El nou museu va conservar la pintoresca façana de maó Ivy-League del Museu Fogg de 1925, però hi va afegir un nou espai al pati, cobert per un sostre de vidre piramidal, que va augmentar l'espai de la galeria en un 40 per cent. La renovació afegeix sis nivells de galeries, aules, aules i noves àrees d'estudi que donen accés a parts de la col·lecció de 250.000 peces dels museus. Es va inaugurar el novembre de 2014.

### Porta de la ciutat de Valletta i Palau del Parlament, Malta (2011–2015)
El projecte 'City Gate' a La Valletta, Malta va ser la reorganització completa de l'entrada principal a la capital maltesa de La Valletta. Incloïa una porta de la ciutat massiva a través de les muralles de la ciutat del segle xvi, una «màquina de teatre» a l'aire lliure dins de les ruïnes de l'antiga Royal Opera House i la construcció d'un Parlament. El projecte de la porta va ser controvertit, tot i que l'antiga porta que va substituir només s'havia construït als anys 60 del segle xx, en l'estil racionalista italià. La «màquina del teatre» és particularment inhabitual; la idea original era que a l'estiu es pogués instal·lar un teatre portàtil d'acer amb escenari i ales i mil seients dins de les ruïnes del teatre d'òpera del segle xix, destruït durant la Segona Guerra Mundial. Disposa d'un equipament escènic i tecnologia per obtenir una acústica de teatre d'òpera tradicional. Quan no s'hi fan actuacions, la màquina havia de tornar a convertir-se en una plaça pública i un lloc de reunió. El Parlament (2011-2015) és una barreja de tècnica i tecnologia modernes amb l'aspecte de pedra massiva de les antigues muralles de la ciutat.

### Centro de Arte Botín, Santander, Espanya (2012–2017)
El Centro Botín de Santander és un projecte privat patrocinat per la Fundació Botín per a promoure la cultura per un museu i un centre d'estudis. Consta de dos edificis aixecats sobre columnes sobre la línia del mar a la badia de Santander. L'edifici de ponent acull l'espai expositiu de 5.000 m² i el de llevant és dedicat a l'estudi que acull un auditori, sales d'estudi i altres instal·lacions. Ambdós són connectats per una plaça suspesa i un conjunt d'escales i plataformes anomenades «pachinko». Aquest va ser el primer projecte de Piano a Espanya i hi ha hagut certa controvèrsia sobre el lloc. Els crítics descriuen l'edifici com a sublim i sorprenent per la conjunció de llum, vistes i disseny que proposen els edificis.

### Centre Cultural de la Fundació Stavros Niarchos, Atenes, Grècia (2016)
El Centre Cultural de la Fundació Stavros Niarchos (SNFCC) a Atenes a Grècia, és un dels projectes més dramàtics de Piano. Situat al costat de la badia de Falèron a Kal·lithea, un antic port grec, a uns quatre quilòmetres al sud del centre d'Atenes, en un lloc que va servir com a aparcament per als Jocs Olímpics d'Estiu de 2004, combina la Biblioteca Nacional de Grècia i un nou teatre per a l'Òpera Nacional de Grècia juntament amb el Parc Stavros Niarchos, un parc urbà que cobreix una superfície de 210.000 m². Es va crear un turó artificial per aixecar l'edifici i donar-li una vista del mar proper. L'òpera té un teatre principal de 1.400 seients i un de més petit de «caixa negra» de 400 seients. Al damunt del teatre de l'òpera ha posat una caixa de vidre horitzontal quadrada, anomenada Pharos (far), semblant a la perxa del museu d'art al cim de la fàbrica Lingotto de Torí. Tota l'estructura està coberta per una sola coberta plana, que dona ombra, i que està coberta amb 10.000 m² de plaques solars, que tenen una capacitat d'1,5 megawatts d'electricitat, dissenyades perquè l'edifici sigui autosuficient en energia en horari laboral. El projecte va costar 588 milions de dòlars.

### Altres obres
- El Krause Gateway Center (2019) al centre de Des Moines, Iowa, al costat del Western Gateway Park, és la seu del Krause Group, empresa matriu de Kum & Go. L'arquitectura presenta llargs voladissos i panells de vidre gegants.[55][56][57]

- Academy Museum of Motion Pictures de Los Angeles és una conversió dels antics grans magatzems de May Company  un monument d'art déco de 1939, inaugurat el 2021.

- Jerome L. Greene Science Center de neurociència, part del nou campus de Manhattanville de la Universitat de Colúmbia a Harlem a Nova York. A més del centre científic de Greene, el despatx Renzo Piano Building Workshop (RPBW) hi construeix el Lenfest Center for the Arts, el Fòrum i l'Escola d'Afers Públics i Internacionals.[58] Va ser acabat el 2017.[59]

## Projectes en construcció o en desenvolupament
- Pla director de Sesto San Giovanni, Milà, Itàlia (2004–)
- Una torre del port de Sydney
- El 565 Broome al 565 Broome St., un edifici residencial de trenta pisos de torres bessones al barri de l'oest de Soho de Manhattan, va començar el desembre de 2015 i va acabar el 2019. És el primer edifici residencial de Piano a Nova York
- Fubon Xinyi A25 a Taipei, Taiwan. En construcció i s'inaugurarà el 2022[Cal actualitzar]
- Tribunal de Justícia d'Ontario, Toronto. En construcció i s'obrirà a principi del 2022[Cal actualitzar]
- Edifici d'oficines Float, Düsseldorf, Alemanya, que s'acabarà el 2018[60][Cal actualitzar]
- S'ha anunciat que la firma de piano s'associaria amb una empresa de Baltimore per dissenyar l'Institut Agora de la Fundació Stavros Niarchos al campus de la Universitat Johns Hopkins.[Cal actualitzar]
- L'abril de 2019 el CERN es va associar amb el Renzo Piano Building Workshop per al nou centre de divulgació Science Gateway.[61][Cal actualitzar]
- Centre cultural de l'antiga central elèctrica GES-2 de 1907 a Moscou, finançat per Leonid Mikhelson, cap de la companyia elèctrica Novatek, l'obertura està prevista per al setembre de 2020.[62][Cal actualitzar]

## Honors i premis
El 1998, Piano va guanyar el Premi Pritzker, sovint considerat el Premi Nobel d'Arquitectura. El raport del jurat va comparar Piano amb Miquel Àngel i da Vinci i li va atribuir «redefinició de l'arquitectura moderna i postmoderna».
El 2006, Piano va ser seleccionat per TIME com una de les cent persones més influents del món. Va ser escollit com la desena persona més influent en la categoria «Arts i lleure».
El 18 de març de 2008 es va convertir en ciutadà honorari de la ciutat de Sarajevo a Bòsnia i Hercegovina.
L'agost de 2013, va ser nomenat senador vitalici al Senat d'Itàlia pel president Giorgio Napolitano.

### Premis
- 1989, Medalla d'Or Reial
- 1990, Cavaller Gran Creu de l'Ordre del Mèrit de la República Italiana[66][67]
- 1990, Premi Kyoto
- 1994, Medalla d'Or al Mèrit per a la Cultura i l'Art[66]
- 1994: Ambaixador de Bona Voluntat de la UNESCO per a l'arquitectura
- 1995: Premi Erasmus per haver aportat a Europa una contribució excepcional en el món de la cultura.
- 1995: Praemium Imperiale, concedit per la Japan Art Association
- 1998: Guanyador del Premi Pritzker d'arquitectura.
- 2000, Premi d'Arquitectura Spirit of Wood, Hèlsinki, Finlàndia
- 2002, Medalla d'Or de la Unió Internacional d'Arquitectes#UIA
- 2004, Doctor honoris causa per la Universitat de Colúmbia, Nova York
- 2006, Medalla d'Or de l'Arquitectura Italiana, Milà
- 2008, Medalla d'Or AIA
- 2008, Premi Sonning
- 2013, elegit a la National Academy of Design, Nova York
- 2017, Cavaller Gran Creu de l'Orde Civil d'Alfons X el Savi[68]